# Букварёва, Матрёна Амвросимовна
Матрёна Амвросимовна Букварёва (10 июля 1911 года — 4 сентября 1992 года) — звеньевая зернового совхоза «Приазовский» Министерства совхозов СССР, Приморско-Ахтарский район Краснодарского края. Герой Социалистического Труда (11.02.1949).

## Биография
Родилась 10 июля 1911 года в селе Спасском Майкопского отдела Кубанской области, ныне хутор Спасов Апшеронского района Краснодарского края, в семье крестьянина. Русская.
Трудилась в совхозе «Приазовский», позже возглавила полеводческое звено по выращиванию зерновых. Её звено по итогам работы в 1948 года получило урожай пшеницы 32,5 центнера с гектара на площади 50 гектаров.
Указом Президиума Верховного Совета СССР от 11 февраля 1949 года за получение высоких урожаев пшеницы в 1948 году Букварёвой Матрёне Амвросимовне присвоено звание Героя Социалистического Труда с вручением ордена Ленина и золотой медали «Серп и Молот».
Этим указом за получение высоких урожаев пшеницы сразу 6 труженикам совхоза были присвоены звания «Героев Социалистического Труда»: Букваревой М. А., Применко Е. И., Худоверову Л. Л., Милёшиной Н. М., Чуприной А. А., Колодий И. П..
Проживала в родном хуторе Спасов. Умерла 4 сентября 1992 года. Похоронена в Краснодаре на Славянском кладбище.

## Награды
- Медаль «Серп и Молот» (11.02.1949);
- Орден Ленина (11.02.1949).
- Медаль «В ознаменование 100-летия со дня рождения Владимира Ильича Ленина» (6 апреля 1970)
- Медаль «За доблестный труд в Великой Отечественной войне 1941—1945 гг.»
- Медаль «Ветеран труда»
- и другими
- Отмечена грамотами и дипломами.

## Память

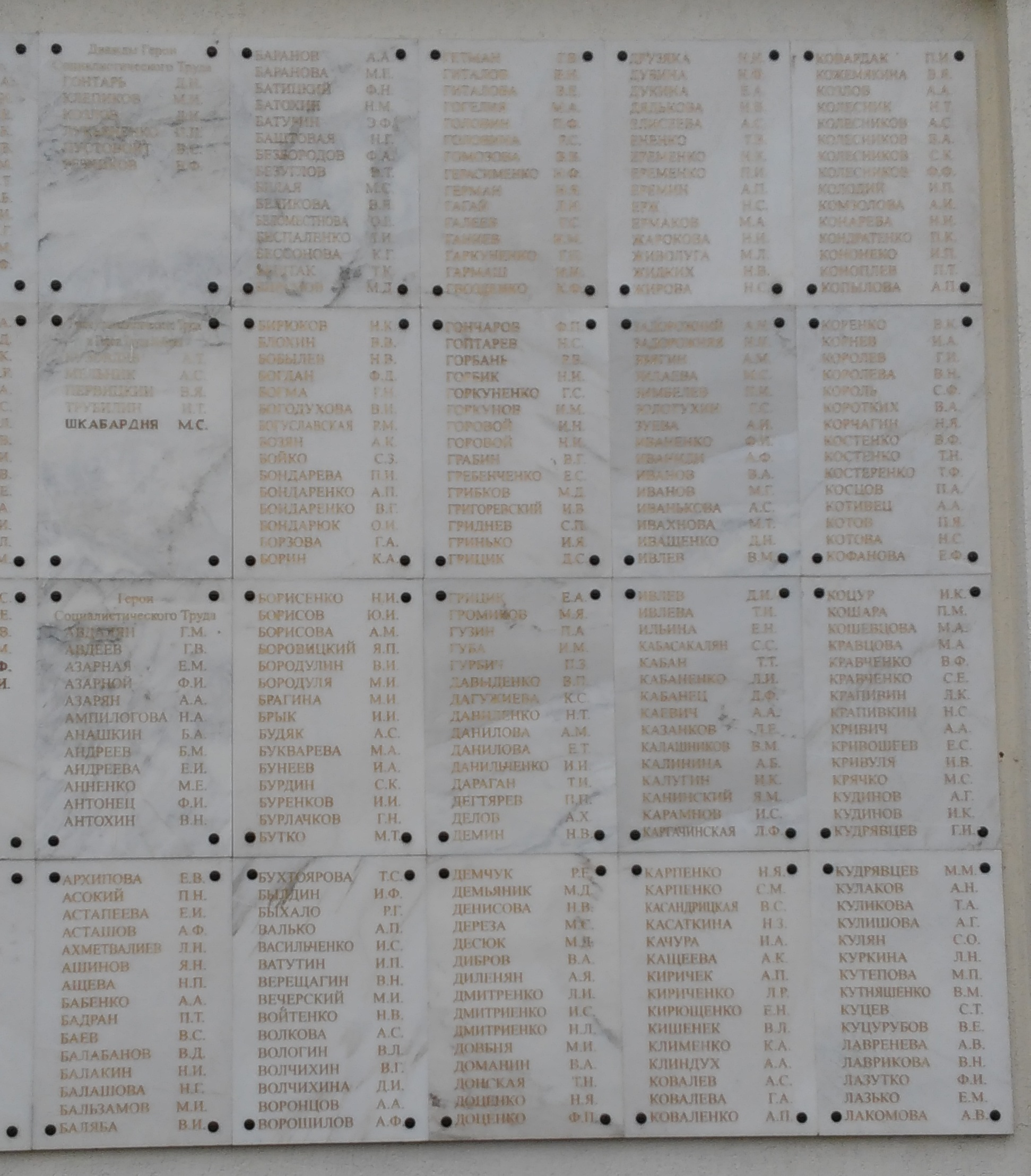
Мемориальная доска с именами Героев Социалистического Труда Кубани и Адыгеи. Краснодар 2017

- Имя Героя золотыми буквами вписано на мемориальной доске в Краснодаре.